# 2005 au Sénégal
Cet article présente les faits marquants de l'année 2005 au Sénégal.

## Évènements
- 4 et 5 janvier : rencontre d’évaluation du « Processus de Bamako » (2000), portant sur les « institutions et pratiques démocratiques dans l’espace francophone », a été organisé à Dakar les 4 et 5 janvier 2005, par l'Organisation internationale de la francophonie en partenariat avec le Haut commissariat aux Droits de l’homme et à la promotion de la Paix au Sénégal.
- 4 et 5 février : à l'invitation du président sénégalais Abdoulaye Wade, un forum international sur « la fracture agricole mondiale » s'est tenu à Dakar (Sénégal) en présence de plusieurs chefs d'État : Amadou Toumani Touré (Mali), Jacques Chirac (France), Blaise Compaoré (Burkina Faso), Olusegun Obasanjo (Nigeria), Maaouiya Ould Taya (Mauritanie), Mamadou Tandja (Niger). Il a réuni des hommes politiques, des scientifiques, des représentants de la société civile et des firmes agroalimentaires autour des « perspectives pour les espaces agricoles en développement ». Des organisations paysannes d'Europe, d'Asie, d'Afrique et d'Amérique du Nord se sont réunis à l'initiative du Réseau des organisations paysannes et des producteurs de l'Afrique de l'Ouest (Roppa) et du Conseil national de concertation et de coopération des ruraux (Cncr) afin de porter leurs revendications, le droit à la souveraineté alimentaire pour chaque pays, la fin des dumpings et des subventions déguisées, et la prise en compte des intérêts des paysans dans les négociations de traités internationaux comme ceux de l'Organisation mondiale du commerce.